# The Moon & Antarctica
The Moon & Antarctica es el tercer álbum de la banda Modest Mouse. Realizado bajo Epic Records el 13 de junio del 2000.
Éste fue el primer álbum realizado en un discográfico y fue realizado en ambos Dual disc y Vinyl LP.
Dicho álbum fue alabado por los críticos y fanes debido a su exhausta discusión de tema denso de letras de canciones por el líder Isaac Brock. The Moon & Antarctica fue también alabado por ser una expansión de sonido único de la banda. Esto fue por su nuevo discográfico.
Pitchfork Media colocó al álbum como tercer mejor álbum del 2000, detrás de los favoritos Sigur Rós y Radiohead. A principios del 2005, lo nombraron el séptimo mejor álbum de entre los 2000 y 2004.

## Lista de canciones
Todas las canciones escritas por Isaac Brock y Modest Mouse, con las canciones 10 y 13 exclusivamente escritas por Isaac (letra y música).
1. «3rd Planet» – 3:59
2. «Gravity Rides Everything» – 4:20
3. «Dark Center of the Universe» – 5:03
4. «Perfect Disguise» – 2:32
5. «Tiny Cities Made of Ashes» – 3:14
6. «A Different City» – 2:55
7. «The Cold Part» – 5:01
8. «Alone Down There» – 2:22
9. «The Stars Are Projectors» – 8:46
10. «Wild Packs of Family Dogs» – 1:45
11. «Paper Thin Walls» – 3:01
12. «I Came as a Rat» – 3:47
13. «Lives» – 3:18
14. «Life Like Weeds» – 6:31
15. «What People Are Made Of» – 2:14

## Relanzamiento en el 2004
Isaac Brock estaba insatisfecho con el trabajo final y con el arte de su álbum The Moon & Antarctica en el 2000, acordando con una entrevista en Filter. En el 2004 intentó hacer nuevamente el álbum "en su propio tiempo, usando su propio dinero, simplemente para tener una copia que él solo pueda escuchar", cuando el discográfico, Epic Records ofreció financiar el nuevo lanzamiento. El álbum fue finalmente realizado el 9 de marzo del 2004, con un nuevo arte, y cuatro canciones adicionales de una sesión de BBC Radio 1:
1. «3rd Planet» (edición radio) – 4:00
2. «Perfect Disguise» – 2:59
3. «Custom Concern» – 1:59
4. «Tiny Cities Made of Ashes» – 3:08

## Músicos

### Modest Mouse
- Isaac Brock - Guitarra y vocales.
- Jeremiah Green - Batería
- Eric Judy - Bajo

### Músicos adicionales
- Ben Blankenship - Guitarra de acero (1,4), banjo (4), teclado (5,11,14), guitarra (8,11,15)
- Brian Deck - Teclado (6)
- Ben Massarella - Batería (5,7,12,15)
- Greg Ratajczak - Guitarra (7)
- Jeff Kennedy - Gutiarra de acero (5)
- Tyler Riley - Violín (3,5,7,9,13,14)
- Tim Rutilli - Coros (11)
- Chiyoko Yoshida - Coros (13)

## Posiciones en listas de popularidad
| Lista de popularidad       | Poscición |
| -------------------------- | --------- |
| U.S. Billboard Heatseekers | # 1       |
| U.S. Billboard 200         | # 120     |

- Datos: Q3544418